# 鹿屋市立鹿屋東中学校
鹿屋市立鹿屋東中学校（かのやしりつ かのやひがしちゅうがっこう）は鹿児島県鹿屋市笠野原町にある公立の中学校。鹿屋市内の中学校では最大の生徒数を有する中学校である。

## 概要
周辺地域の人口増に伴い、1987年（昭和62年）4月に鹿屋中学校から分離開校した。寿・寿北・笠野原の各小学校の卒業生のうち、前者2小学校からの進学者が生徒の大半を占める。

## 沿革
- 1987年4月1日 - 43人の教職員が着任。
- 1987年4月6日 - 開校式と入学式を挙行。
- 1988年 - 校章と校歌を制定。

## 出身者
ウィキペディア日本語版に記事が存在する人物のみ記載。
- 内村光暉 - 柔道選手
- 内村秀資 - 柔道選手
- 後藤優介 - プロサッカー選手（大分トリニータ）